# Fundação Pio XII

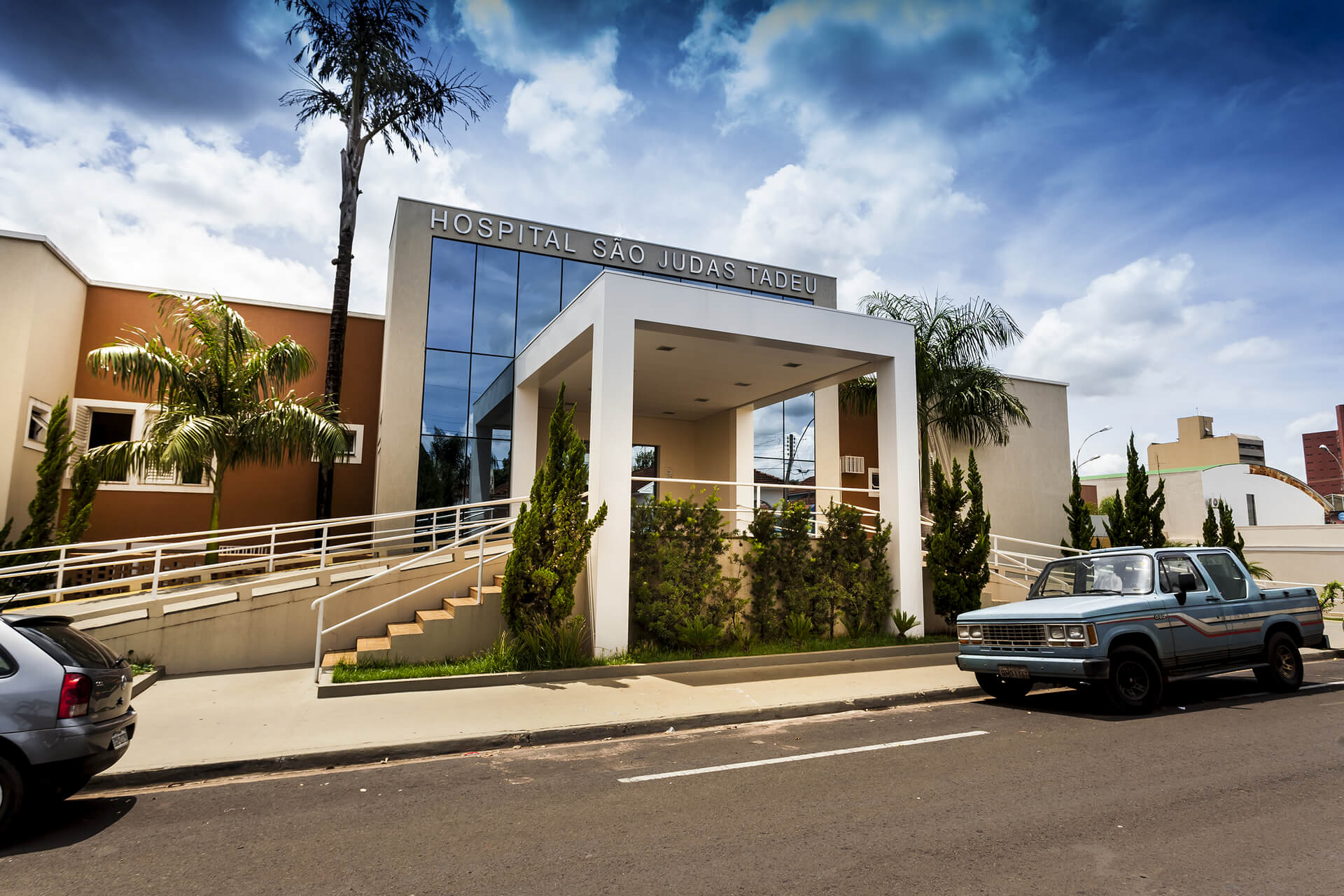
Hospital São Judas Tadeu, onde teve início a Fundação Pio XII

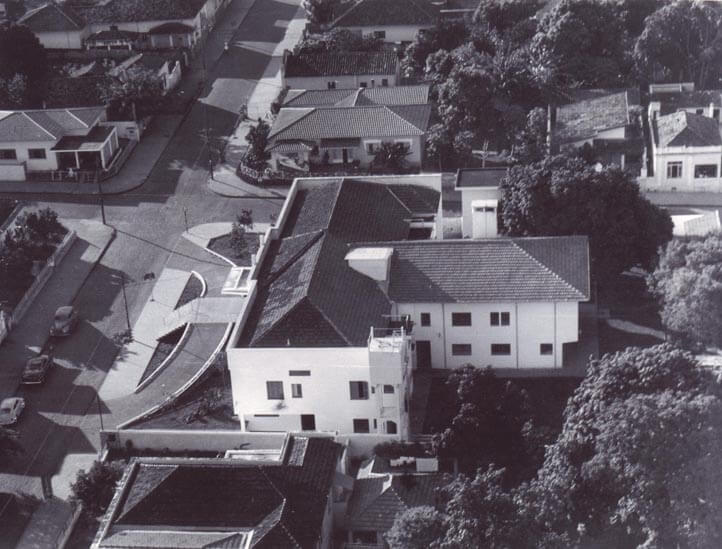
Hospital São Judas Tadeu em 1962. Neste hospital a Fundação Pio XII seria criada em 1967

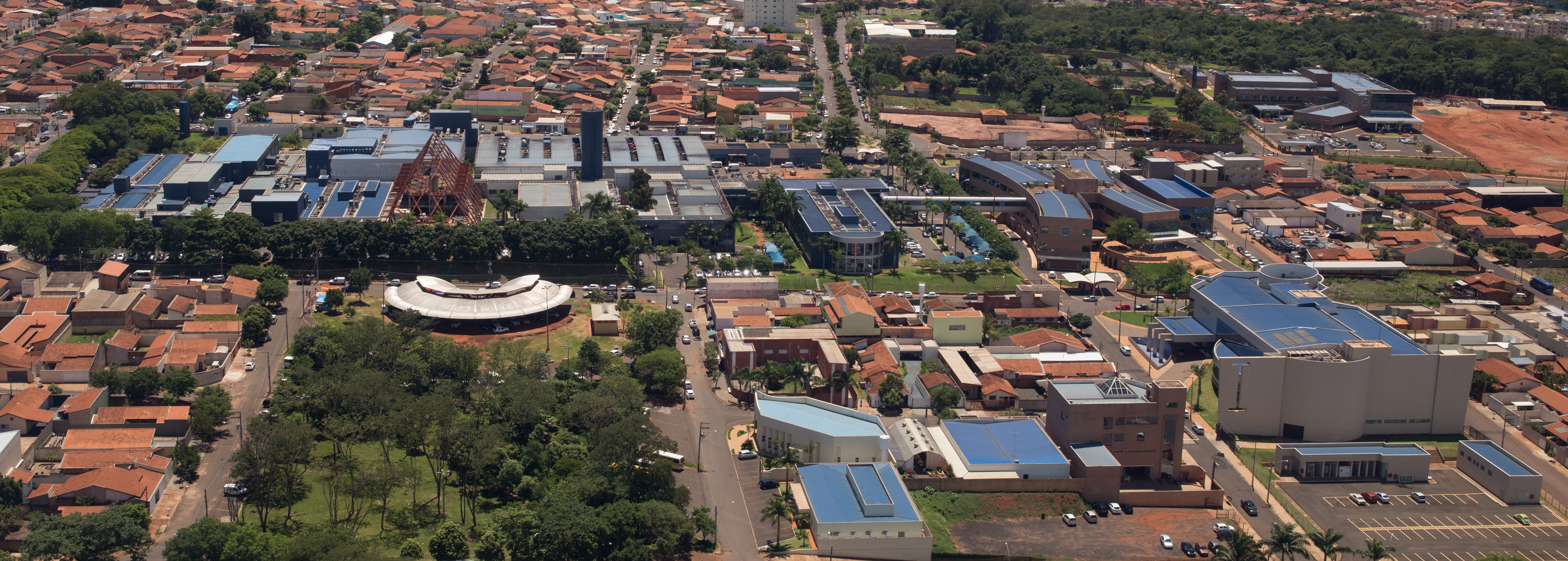
A Fundação Pio XII é a mantenedora do Hospital de Amor. Na foto, complexo do Hospital de Amor em Barretos

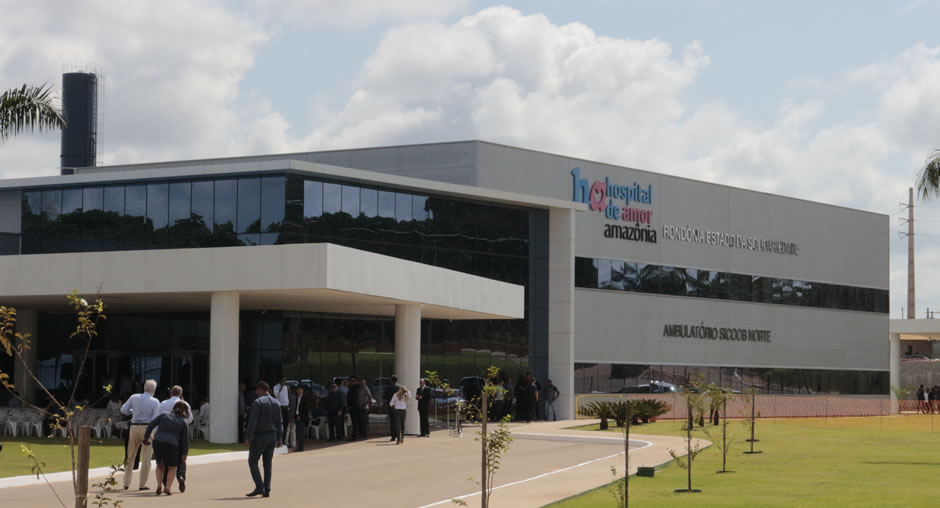
Hospital de Amor da Amazônia, mantido pela Fundação Pio XII

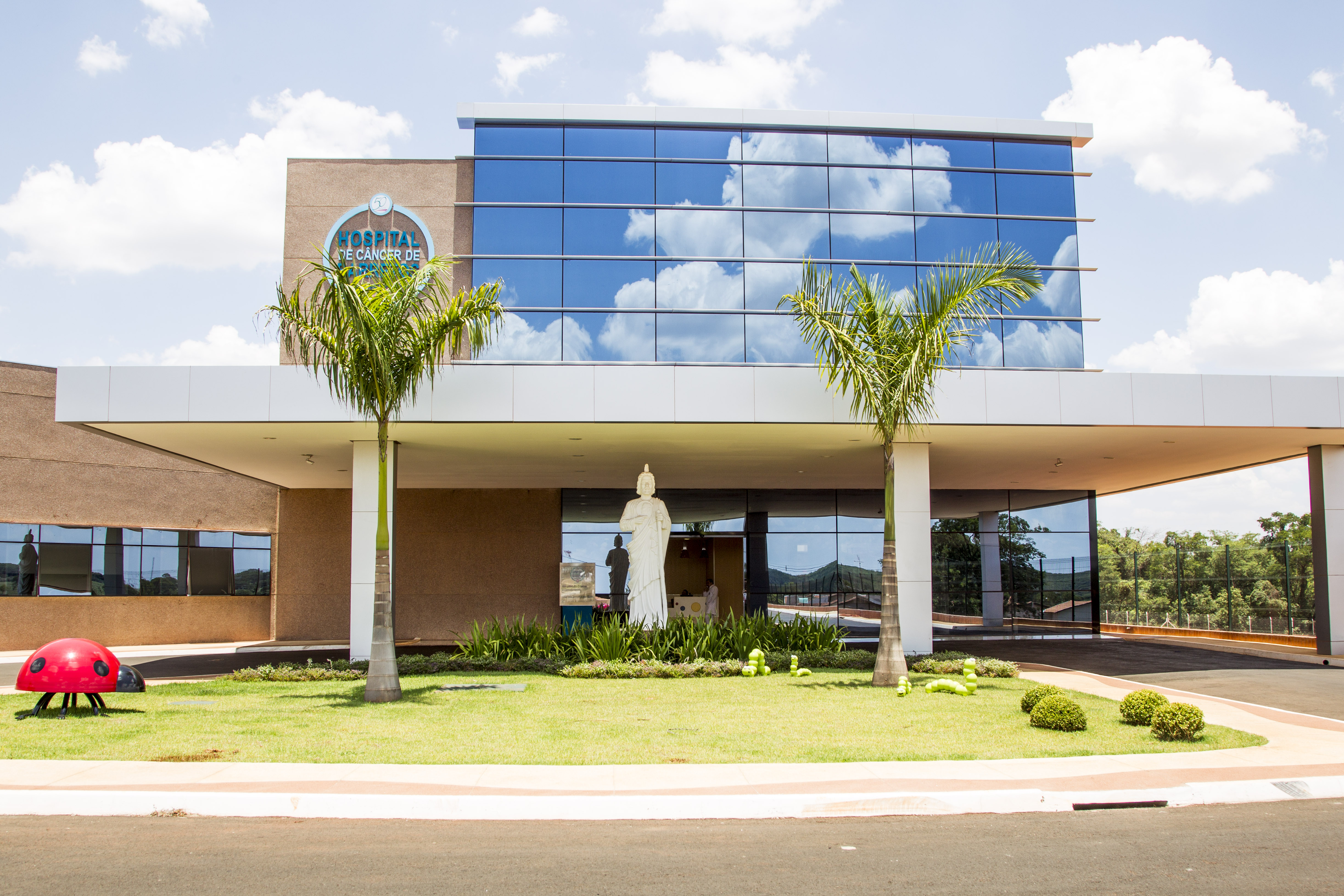
Hospital de Amor Infantojuvenil, em Barretos, mantido pela Fundação Pio XII

A Fundação Pio XII é a entidade mantenedora do Hospital de Amor, conhecido anteriormente como Hospital de Câncer de Barretos. Foi fundada em 1967 com o objetivo de apoiar as atividades do hospital na prestação de cuidados oncológicos. O hospital iniciou suas atividades sob a liderança do Dr. Paulo Prata e da Dra. Scylla Duarte Prata, médicos visionários que buscavam oferecer tratamento oncológico de qualidade no interior de São Paulo, especificamente na cidade de Barretos.
Com o passar dos anos, o Hospital de Amor expandiu suas operações e atualmente possui unidades em diversas partes do Brasil, incluindo São Paulo - Capital, Jales, Fernandópolis, Porto Velho, entre outras. Essa expansão permitiu que mais pacientes tivessem acesso ao tratamento especializado em oncologia, além de promover programas de prevenção e diagnóstico precoce do câncer.
O foco da Fundação Pio XII é garantir que o hospital continue a oferecer tratamento gratuito ou subsidiado para a maioria dos seus pacientes. Isso é possível através de uma combinação de apoio governamental, doações privadas e eventos de arrecadação de fundos. A sustentabilidade financeira da fundação é crucial para manter o alto padrão de atendimento e os avançados tratamentos disponíveis no hospital.
Em termos de pesquisa e educação, a Fundação Pio XII também desempenha um papel significativo no avanço do conhecimento médico na área de oncologia. O Hospital de Amor possui parcerias com instituições de pesquisa nacionais e internacionais, facilitando um intercâmbio de conhecimentos e tecnologias que beneficia tanto os pacientes quanto a comunidade médica em geral.
Além disso, a Fundação Pio XII e o Hospital de Amor são reconhecidos por sua abordagem humanizada no tratamento do câncer. Eles enfatizam o cuidado integral do paciente, que vai além do tratamento médico, incluindo suporte psicológico, assistência social e atividades que promovem o bem-estar dos pacientes e de suas famílias durante o tratamento oncológico. Essa filosofia de cuidado é uma das características distintivas da instituição.
A Fundação Pio XII administra uma série de estabelecimentos de saúde além dos oncológicos em Barretos, e região. Entre eles estão a Santa Casa de Misericórdia de Barretos, os Ambulatórios Médicos de Especialidade de Barretos (AME's), um voltado para clínica e outro para cirurgia, além de Unidades Básicas de Saúde (UBSs), Unidades de Saúde da Família, o Hospital Nossa Senhora, etc. Mais recentemente, assumiu também a administração do Hospital Regional de Bebedouro.